# 정읍우체국
정읍우체국(井邑郵遞局)은 과학기술정보통신부 우정사업본부 전북지방우정청 소속의 우편물 취급기관이다.

## 연혁
- 1901년: 우체국 개국
- 2000년 12월 4일 : 집배광역화를 위해 정읍시 영원면 우편구역을 정읍신태인우체국으로, 정읍시 고부면, 입암면, 소성면, 덕천면 우편구역을 정읍우체국으로 통합[1]
- 2014년 1월 1일: 우편구역을 다음과 같이 고시[2]

| 배달국           | 배달구역                                                | 구역번호 |
| ---------------- | ------------------------------------------------------- | --- |
| 정읍우체국       | 정읍시 동지역, 고부면 · 덕천면 · 북면 · 소성면 · 입암면 | 56132 ~ 56139 56142 ~ 56144 56149 ~ 56216 (단, 56139 중 태인면 제외, 56142 ~ 56143 중 정우면 제외, 56144 중 이평면 제외)                               |
| 정읍신태인우체국 | 신태인읍 · 감곡면 · 영원면 · 이평면 · 정우면 · 태인면   | 56100 ~ 56116 56139 ~ 56148 (단, 56113 중 옹동면 제외, 56139, 56142는 북면 제외, 56143 중 영파동 · 북면 · 덕천면 지역 제외, 56144 중 덕천면 지역 제외) |
| 정읍칠보우체국   | 칠보면 · 산내면 · 산외면 · 옹동면                       | 56113 56117 ~ 56131 (단, 56113 중 태인면 지역은 제외)                                                                                                  |

- 2014년 10월 21일: 정읍화호우편취급국 위탁계약 해지 및 재개국[3]
- 2016년 9월 1일: 정읍감곡우체국, 정읍산외우체국, 정읍소성우체국 점심시간 휴무 시행[4]
- 2016년 10월 1일: 정읍감곡우체국, 정읍산외우체국을 시간제우체국으로 전환[5]
- 2017년 10월 20일: 정읍고부우체국, 정읍태인우체국, 정읍이평우체국 점심시간 휴무 시행[6]
- 2018년 1월 1일: 정읍화호우편취급국 폐국[7]
- 2020년 8월 17일 : 정읍연지동우체국이 정읍우체국으로 업무 이관되어 폐국[8]

## 관할 우체국
| 우체국명             | 사진 | 주소                                          | 비고                                  |
| -------------------- | ---- | --------------------------------------------- | ------------------------------------- |
| 정읍감곡우체국       |      | 전북특별자치도 정읍시 감곡면 원삼3길 2        | 2016년 10월 1일부터 시간제우체국 시행 |
| 정읍고부우체국       |      | 전북특별자치도 정읍시 고부면 교동3길 10-9     | 점심시간 휴무 시행                    |
| 정읍관통로우편취급국 |      | 전북특별자치도 정읍시 관통로 63-1 (상동)      |                                       |
| 정읍금붕동우편취급국 |      | 전북특별자치도 정읍시 내장산로 283 (금붕동)   |                                       |
| 정읍덕천우체국       |      | 전북특별자치도 정읍시 덕천면 내정3길 4        | 별정우체국                            |
| 정읍북면우체국       |      | 전북특별자치도 정읍시 북면 정읍북로 502       |                                       |
| 정읍산내우체국       |      | 전북특별자치도 정읍시 산내면 능교1길 18       |                                       |
| 정읍산외우체국       |      | 전북특별자치도 정읍시 산외면 운전2길 2        | 2016년 10월 1일부터 시간제우체국 시행 |
| 정읍상동우체국       |      | 전북특별자치도 정읍시 충정로 120 (상동)       |                                       |
| 정읍소성우체국       |      | 전북특별자치도 정읍시 소성면 보화1길 129-1    | 별정우체국 점심시간 휴무 시행         |
| 정읍수성동우체국     |      | 전북특별자치도 정읍시 수성로 45 (수성동)      |                                       |
| 정읍신태인우체국     |      | 전북특별자치도 정읍시 신태인읍 신태인1길 31-8 |                                       |
| 정읍연지동우체국     |      | 전북특별자치도 정읍시 중앙로 18 (연지동)      | 2020년 8월 17일 폐국                  |
| 정읍영원우체국       |      | 전북특별자치도 정읍시 영원면 영원로 1084-1    | 별정우체국                            |
| 정읍옹동우체국       |      | 전북특별자치도 정읍시 옹동면 옹지동촌로 224   |                                       |
| 정읍이평우체국       |      | 전북특별자치도 정읍시 이평면 황토현로 311     | 별정우체국 점심시간 휴무 시행         |
| 정읍입암우체국       |      | 전북특별자치도 정읍시 입암면 정읍남로 793-4   | 별정우체국                            |
| 정읍정우우체국       |      | 전북특별자치도 정읍시 정우면 정신로 584-1     |                                       |
| 정읍칠보우체국       |      | 전북특별자치도 정읍시 칠보면 칠보중앙로 103   |                                       |
| 정읍태인우체국       |      | 전북특별자치도 정읍시 태인면 향교1길 5        | 점심시간 휴무 시행                    |
| 정읍화호우편취급국   |      | 전북특별자치도 정읍시 신태인읍 벽골제로 14    | 2018년 1월 1일 폐국                   |